# Усть-Кан (Красноярский край)
Усть-Кан  — село в Сухобузимском районе Красноярского края  в составе Кононовского сельсовета.

## География
Село находится в правобережной части района примерно в 30 километрах по прямой на восток от села Сухобузимское,  на правом берегу реки Кан у ее впадения в Енисей.

## Климат
Климат континентальный с продолжительной холодной зимой и относительно жарким коротким летом. Среднемесячная температура воздуха в январе от -14˚С до -28˚С, в июле от 12˚С до 21˚С. Температура наружного воздуха в разрезе года 0,5˚С. Абсолютная минимальная температура воздуха -53˚С, абсолютная максимальная 38˚С. Средняя наиболее холодного периода -22˚С. Период со среднесуточной температурой воздуха ≤  8˚С составляет 235 суток. Продолжительность периода со среднесуточной 0˚С составляет 168 суток. Продолжительность безморозного периода составляет 120 суток. Средняя дата последнего заморозка весной 10 июня, дата первого заморозка осенью 7 сентября. Количество осадков за год составляет 429 мм. Средняя дата образования и разрушения устойчивого снежного покрова 12 ноября и 28 марта. Средняя высота снежного покрова за зиму 42 см. 

## История
Село основано было в 1650 году. В XVII веке было заброшено, а в 1905 г. переселенцы из Могилевской губернии его вновь возродили. В советское время работали колхоз «Верный путь», совхозы «Горский» и «Первомайский». В настоящее время село приобрело дачный характер . 

## Население
Постоянное население составляло 14 человек в 2002 году (93% русские), 26 в 2010.